# USS New York (LPD-21)
USS New York (LPD-21) - десантний транспортний корабель-док ВМС США, п'ятий корабель типу "Сан-Антоніо". Також він є шостим кораблем військово-морських сил США, який названий на честь штату Нью-Йорк. Корабель примітний ще тим, що частина його відлита зі сталі уламків Всесвітнього Торгового Центру зруйнованого 11 вересня 2001 року в результаті терористичної атаки. Так 7,5 коротких тонн (6,8 тонн) зі сталі, використаної в будівництві судна, прийшла з-під завалів Всесвітнього Торгового Центру. Ця кількість сталі становить менше однієї тисячної від загальної ваги корабля.

## Будівництво
Контракт на будівництво корабля USS «New York» (LPD 21) отримала 25 листопада 2003 року компанія Northrop Grumman Ship Systems (NGSS) в Новому Орлеані, штат Луїзіана. Закладка кіля відбулася 10 вересня 2004 року в Новому Орлеані (штат Луїзіана). Спущений на воду 19 грудня 2007 року. 1 березня 2008 року відбулася церемонія хрещення. Спонсором корабля стала Дотті Інгланд, дружина заступника міністра оборони Гордона Інгланда, яка за морською традицією розбила пляшку шампанського об ніс корабля. При першому ударі об корпус пляшку розбити не вдалося, але при другій спробі пляшка була розбита повністю. 27 червня 2009 року залишив верфі для проходження ходових випробувань в Мексиканській затоці. 24 липня повернувся на корабельню після завершення триденних приймальних випробувань. 21 серпня відбулася церемонія передачі корабля ВМС США. 22 жовтня вперше прибув в свій порт приписки Норфолк. 7 листопада об 11:00 годині біля причалу 88 в Манхеттені (місто Нью-Йорк) відбулася церемонія введення в експлуатацію. Порт приписки військово-морська база Норфолк (штат Вірджинія). З 6 грудня 2013 року порт приписки військово-морська база Мейпорт (штат Флорида).

## Служба

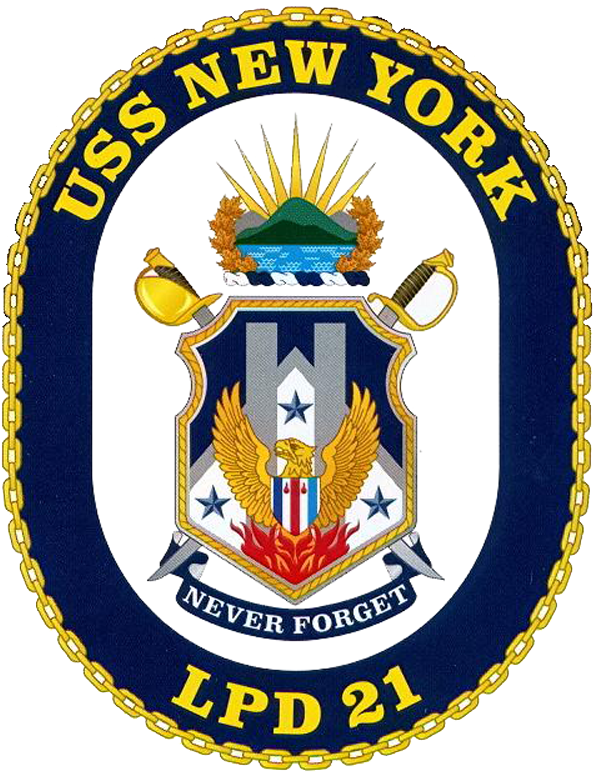
Емблема корабля

8 вересня 2011 прибув до Нью-Йорка для участі в заходах, присвячених 10-й річниці терактів.
27 березня 2012 року залишив порт приписки Норфолк для свого першого розгортання в зоні відповідальності 5-го і 6-го флоту США, з якого повернувся 20 грудня.
06 грудня 2013 року прибув свій новий порт приписки на військово-морську базу Мейпорт (штат Флорида), завершивши свій дводенний транзитний перехід з Норфолка (штат Вірджинія).
11 грудня 2014 року залишив порт приписки Мейпорт для запланованого розгортання в складі ударної групи Iwo Jima Amphibious Ready (Iwo Jima ARG), флагманом якої є універсальний десантний корабель USS «Iwo Jima» (LHD 7), на Близькому Сході, з якого повернувся 19 липня 2015 року.
9 жовтня 2015 року компанія General Dynamics NASSCO (Мейпорт) отримала контракт вартістю 34,8 млн доларів США на проведення поетапного технічного обслуговування корабля, яке повинно бути завершено до жовтня 2016 року. У грудні на кораблі було розпочато десятимісячне ремонт.
5 грудня 2016 року прибув порт приписки Мейпорт після завершення восьмиденних випробувань в морі, які проводилися після закінчення 12-місячного технічного обслуговування.

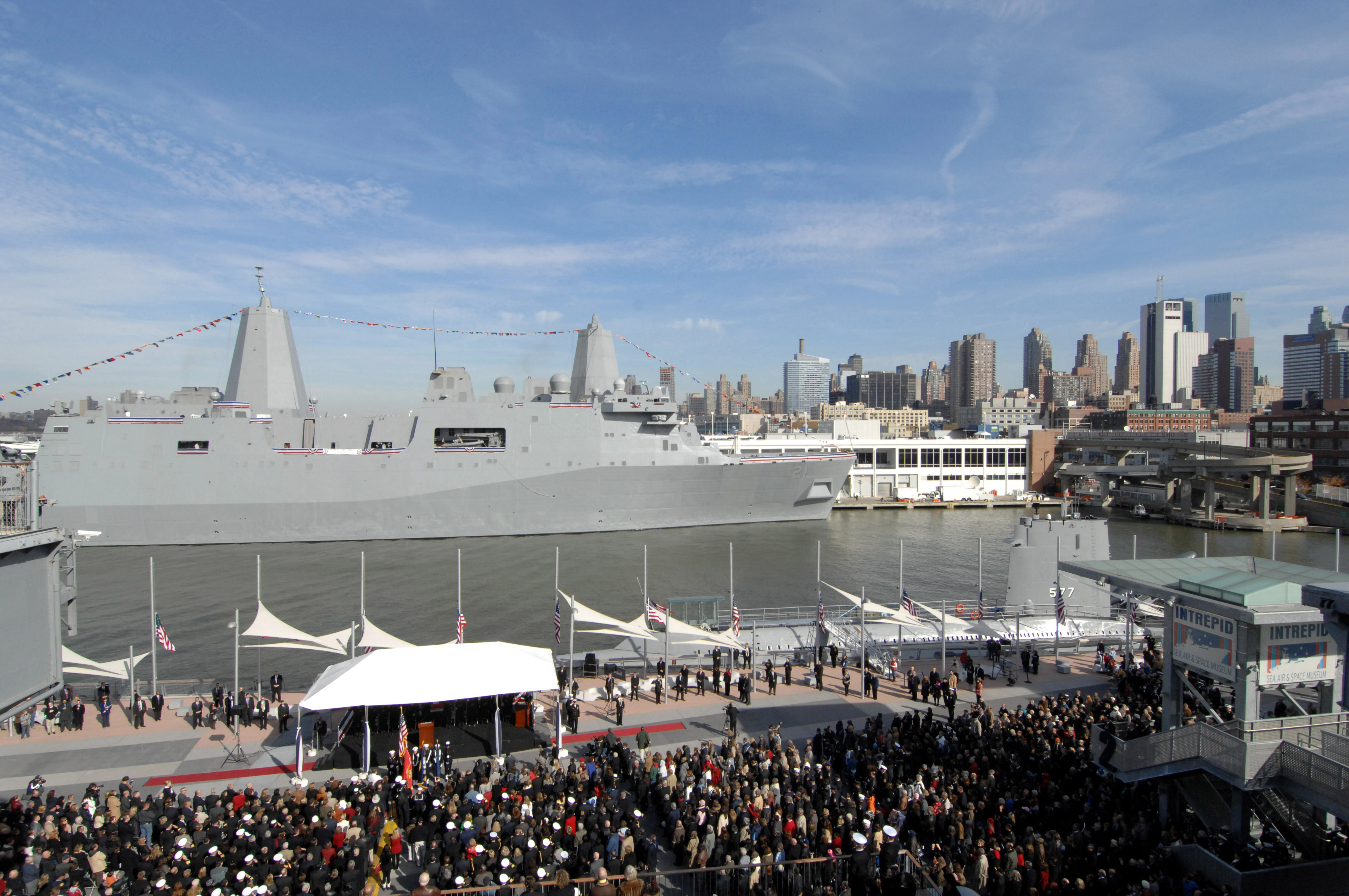
Церемонія введення в експлуатацію в Нью-Йорку.

Протягом 2017 року брав участь в різних навчаннях. 8 вересня покинув військово-морську базу Норфолк і попрямував для надання гуманітарної допомоги та ліквідації можливих наслідків від урагану «Ірма».
7 лютого 2018 року залишив порт приписки Мейпорт для запланованого розгортання в складі ударної групи Iwo Jima ARG в зоні відповідальності 5-го і 6-го флоту США. 21 лютого в складі ударної групи Iwo Jima ARG прибув в зону відповідальності 6-го флоту США. 28 лютого завершив прохід через Гібралтарську протоку і увійшов в Середземне море. 21 квітня прибув із запланованим візитом в Гаета, Італія, який покинув 26 квітня. 17 травня прибув із запланованим чотириденним візитом в Кофру, Греція. 4 червня прибув в порт Пірей, Греція, де було проведено ремонт. 10 червня покинув порт Пірей (Греція).
22 листопада 2020 року прибув до нового порту приписки Норфолк, штат Вірджинія.